# Mirbud
Mirbud S.A. ist ein polnisches Unternehmen mit Sitz in Skierniewice, das im Bereich der Bauwirtschaft tätig ist. Es ist eine der größten Baufirmen Polens und handelt in erster Linie als Generalunternehmer für diesen Sektor in Polen. Die Gesellschaft ist in vier Bereiche gegliedert:
- Wohnimmobilien, einschließlich Einfamilienhäuser, Reihenhäuser und Mehrfamilienhäuser

- öffentliche Gebäude

- Produktion, Dienstleistungen und kommerzielle Einrichtungen, Produktionshallen, Logistikzentren und Einkaufszentren

- Engineering- und Straßenbauarbeiten, bestehend aus Straßen- und Konstruktionselementen für die kommunale Verkehrsinfrastruktur

Die Holding Mirbud Capital Group besteht aus folgenden Gesellschaften: Mirbud S.A., Kobylarnia S.A., JHM Development S.A., Marywilska 44 Sp. z o.o., MIrbud Ukraina.
Mirbud ist im polnischen Mittelwerteindex mWIG40 notiert.

## Geschichte
Das Unternehmen wurde 1988 von Jerzy Tomasz Mirgos, der aktuell noch Vorstandsvorsitzender und Hauptaktionär ist, gegründet. Ab 2002 wurde Mirbud erstmals als Generalunternehmer von großen Investitionsprojekten eingesetzt. Im Jahr 2005 erhielt Mirbud das Zertifikat ISO 9001 für das Qualitätsmanagementsystem. 2006 wurde Mirbud in eine Aktiengesellschaft umgewandelt, im folgenden Jahr wurden die Erlöse verdoppelt. Im Jahr 2008 wurde der Börsengang durchgeführt und die Tochtergesellschaft JHM Development S.A. in den Firmenverbund aufgenommen. Im Jahr 2010 wurde der neue Hauptsitz von Mirbud in der Unii Europejskiej 18 Straße in Skierniewice eingeweiht, Kobylarnia S.A trat der Mirbud Capital Group bei. 2018 hat die Capital Group erstmals die Erlösgrenze von 1 Mrd. Złoty überschritten. Seit der Gründung wurden 500 Projekte fertig gestellt.

## Aktionärsstruktur
| Aktionär                  | Anteil am Grundkapital |
| ------------------------- | ---------------------- |
| Jerzy Tomasz Mirgos       | 37,93 %                |
| Nationale-Nederlanden OFE | 12,93 %                |
| TFI PZU S.A.              | 05,08 %                |
| Streubesitz               | 44,06 %                |

## Ausgewählte Projekte
- Double Tree Hotel im Hilton Warschau
- Kaufland-Zentrale in Breslau
- Einkaufszentrum "Sukcesja" in Łódź
- ŁKS-Stadion in Łódź mit Spielfeld und Tribüne
- Gebäude B des Zentrums für Nanotechnologie der Technischen Universität Danzig